# Peter Pan (2003)
Peter Pan ist eine Realverfilmung des Theaterstückes von J. M. Barrie. In dem Film aus dem Jahr 2003 führte P. J. Hogan (Die Hochzeit meines besten Freundes, Muriels Hochzeit) Regie. Nach Steven Spielbergs Verfilmung unter dem Titel Hook ist es der zweite Realfilm seit dem Stummfilm Peter Pan aus dem Jahr 1924. Der Film startete am 1. April 2004 in den deutschen Kinos.

## Handlung
England vor rund 100 Jahren. Wendy Darling und ihre Brüder John und Michael leben in einer ganz normalen Familie. Nichts unterscheidet sie von allen anderen Kindern, außer dass Wendy das Talent zur Geschichtenerzählerin hat. Jeden Abend erzählt sie ihren Brüdern von geheimnisvollen Welten, bösen Piraten und anderen Fantasiewesen. Doch sie hat noch einen weiteren Zuhörer: Peter Pan, der Junge, der niemals erwachsen wird. Ihm gefallen ihre Geschichten ebenfalls.
Eines Tages allerdings wird er von Wendy gesehen, als er sich nachts in ihrem Schlafzimmer aufhält, das sie sich mit ihren Brüdern teilt. Obwohl Wendy Peter nur kurz gesehen hat, ist sie fasziniert von dem Jungen, der obendrein noch fliegen kann. Doch als sie am nächsten Tag in der Schule die Geschichte aufzeichnet und erwischt wird, schreibt die empörte Lehrerin einen Brief an Mr. Darling, Wendys Vater. In seiner Ehre gekränkt, beschließt Mr. Darling, einige strenge Regeln aufzustellen. Kindermädchen Nana, eine Bernhardinerhündin, darf nicht mehr ins Haus und ab dem nächsten Tag wird Wendy von ihrer strengen Tante erzogen.
Doch Peter Pan besucht Wendy, John und Michael wieder in ihrem Zimmer und nimmt sie schließlich mit nach Nimmerland. „Seine“ Fee Glöckchen ist damit allerdings überhaupt nicht einverstanden und außerdem wartet in Nimmerland auch noch Kapitän Hook. Der Pirat hatte einst bei einem Kampf gegen Peter seine rechte Hand verloren, die von einem großen Krokodil verspeist wurde. Hook sinnt auf Rache an Peter Pan, wobei ihm jedes Mittel recht ist, um dem Jungen zu schaden. Im Nimmerland angekommen spielt Wendy die Mutter für die verlorenen Jungs.
Die fünf verlorenen Jungs sind als Babys aus dem Kinderwagen gefallen und landeten schließlich in Nimmerland. Als Wendy fragt, wieso es denn keine „Verlorenen Mädchen“ gäbe, meint Peter, Mädchen wären viel zu schlau, um aus dem Kinderwagen zu fallen. Wendy ist von dieser Antwort so fasziniert, dass sie ihm einen Kuss geben will. Peter weiß aber gar nicht was ein Kuss ist und gibt ihr eine Eichel, die Wendy dann das Leben rettet.
Nach und nach begreift Wendy jedoch, dass es nicht nur Vorteile hat, für immer ein Kind zu bleiben, da man dann wohl nie Gefühle wie Liebe verstehen wird. Als sie versucht, mit Peter darüber zu reden, wird er wütend und lässt sie alleine stehen. Dennoch hat Wendy ihn zum Nachdenken angeregt. Er fliegt zurück zum Haus der Familie Darling und stellt fest, dass dort immer noch Wendys Mutter am Fenster auf die Rückkehr ihrer Kinder wartet. Somit kommt er zu einem Schluss: Wendy kann nicht bei ihm und bei ihrer Mutter sein.
Die verwirrte Wendy geht zu Hook, der ihr anbietet, seiner Crew beizutreten. Wendy will über das Angebot nachdenken, wobei sie feststellt, dass sie ihre Eltern mehr und mehr zu vergessen scheint. So trifft sie die Entscheidung, mit ihren Brüdern Nimmerland wieder zu verlassen. Wendy bietet Peter an, mit ihnen zu kommen, aber er hält daran fest, immer ein Junge bleiben zu wollen.
Hook nimmt alle Kinder, auch Wendy und ihre Brüder, gefangen und hält sie auf seinem Schiff fest. Peter will die Kinder retten und es kommt zum finalen Kampf zwischen Hook und Peter. Hook hat Peter schon fast besiegt als Wendy ihm einen richtigen Kuss gibt und somit ihre Liebe zu ihm bezeugt. Er erlangt dadurch neue Energie, die er nutzt, Hook endgültig zu besiegen. Hook wird schließlich von dem Krokodil verschluckt, das bereits seine Hand gefressen hat.
Wendy, John und Michael kehren nach Hause zurück und werden dort von ihren Eltern freudig empfangen. Auf einmal stehen die Verlorenen Jungs auch noch in der Tür und Wendy überredet ihre Eltern, sie behalten zu dürfen. Die Verlorenen Jungs werden in die Familie aufgenommen und Peter Pan sieht vom Fenster aus zu und versteht, was er in seinem Leben niemals wird genießen dürfen: eine Familie zu haben und richtig zu leben. Wendy bemerkt, dass Peter am Fenster steht und fragt, ob er jemals zurückkommen wird, worauf er antwortet, dass er kommen wird, um Geschichten über sich selbst zu hören.
Aber Wendy sah Peter Pan nie wieder. Sie erzählte die Geschichte weiter an ihre Kinder und diese werden sie wieder weiter erzählen an ihre Kinder und immer so weiter, da alle Kinder erwachsen werden – außer einem.

## Kritiken
„Der Film wird von digitalen Effekten sowie von spektakulären, mitunter recht handfesten Kämpfen geprägt, wobei er nicht ungeschickt die Balance mit der hintergründigen Melancholie der Vorlage hält.“

## Hintergrund
2002 wurde Jeremy Sumpter bei einem weltweiten Casting für die Rolle des Peter Pan ausgewählt. Es kostete ihn Monate hartes Training (inklusive Fechtstunden), bis er der Rolle auch sportlich gerecht wurde; um „fliegen“ zu können (d. h. stundenlang an einem Drahtseil zu hängen), brauchte er kräftige Rückenmuskeln. Außerdem wuchs er während der Dreharbeiten derartig schnell (20 cm), dass Wendys Fenster, durch das Peter in ihr Zimmer kommt, viermal erhöht werden musste, damit er sich nicht dauernd den Kopf stieß.

## Gekürzte Veröffentlichungen in Deutschland
Der Film erschien nur in geschnittenen Fassungen in Deutschland. Für die deutsche Kinofassung wurden zu Gunsten der FSK 6-Freigabe diverse Szenen entfernt. Im Heimkino wurde auf DVD & Blu-ray eine Extended Version veröffentlicht. Diese ist ab 12 Jahren freigegeben, aber minimal gekürzt. Da im Vormittagsprogramm FSK 12-Filme aus Jugendschutzgründen nicht unzensiert ausgestrahlt werden dürfen, mussten entsprechende TV-Ausstrahlungen der Extended Version ebenfalls geschnitten werden.

## Auszeichnungen
Der Film als Bestes Familiendrama und Jeremy Sumpter gewannen im Jahr 2004 den Young Artist Award. Rachel Hurd-Wood, Harry Newell und Carsen Gray wurden für den gleichen Preis nominiert.
Jeremy Sumpter gewann 2004 den Saturn Award. Rachel Hurd-Wood, Janet Patterson für die Kostüme und der Film als Bester Fantasyfilm wurden für den gleichen Preis nominiert.
Der Film erhielt 2004 zwei Nominierungen für den Visual Effects Society Award und eine für den Broadcast Film Critics Association Award.

## Synchronsprecher
Die Synchronsprecher für die deutsche Fassung:
| - Mr. Darling / Captain Hook: Martin Umbach - Peter Pan: Fabian Rohm - Wendy Darling: Marcia von Rebay - Tante Millicent: Heidi Treutler - Smee: Osman Ragheb - Mrs. Darling: Uta Zaradic - John Darling: Jonathan Beck | - Michael Darling: Domenic Redl - Nibs: Lorenz Hehn - Tootles: Max Felder - Locke: Marco Iannotta - Strich: Kevin Iannotta - Zwilling # 1: Maximilian Belle - Zwilling # 2: Benjamin Hartinger |